# Communauté de communes du Pays de Gramat
La communauté de communes du Pays de Gramat était une communauté de communes française, située dans le département du Lot et la région Midi-Pyrénées.
Elle a été regroupée à partir du 1er janvier 2015 dans la nouvelle communauté de communes Causses et vallée de la Dordogne (CAUVALDOR).

## Composition
Elle regroupait 5 communes :
| Nom            | Code Insee | Gentilé     | Superficie (km2) | Population (dernière pop. légale) | Densité (hab./km2) |
| -------------- | ---------- | ----------- | ---------------- | --------------------------------- | ------------------ |
| Gramat (siège) | 46128      | Gramatois   | 57,07            | 3 611 (2014)                      | 63                 |
| Bio            | 46030      | Biotois     | 10,79            | 352 (2014)                        | 33                 |
| Carlucet       | 46059      | Carlucetois | 33,70            | 226 (2014)                        | 6,7                |
| Couzou         | 46078      | Couzounais  | 21,72            | 101 (2014)                        | 4,7                |
| Le Bastit      | 46018      | Bastitois   | 28,25            | 178 (2014)                        | 6,3                |